# Мо Хейдър
Мо Хейдър (на английски: Mo Hayder), с рождено име Клер Дънкел (на английски: Clare Dunkel), е британска писателка на произведения бестселъри в жанра трилър и криминален роман.

## Биография и творчество
Мо Хейдър е родена през 1962 г. в Лондон, Есекс, Англия, в академично семейство. Отраства в Есекс и САЩ. Напуска гимназията на окръг Лофтън петнайсетгодишна и пътува на различни места до 1987 г. като работи като барманка и на други места.
След кратък брак, на 25 години взема диплома и заминава за Япония, където работи като преподавател по английски език и като домакиня в нощен клуб в Токио. През 1990 г. получава магистърска степен по кинопроизводство от Американския университет в Лос Анджелис и магистърска степен по творческо писане от университета „Бат Спа“ в Бат, където впоследствие изнася лекции. Започва да пише първия си роман през 1995 г. и едновременно работи като охрана в Югоизточен Лондон и училищен администратор.
Първият ѝ роман „Птичарят“ от поредицата „Детектив Джак Кафъри“ е издаден през 1999 г. Детективът участва в разследване на убийството на пет обезобразени жени, чиито тела са открити в предградията на Лондон, а срещу него се изправя безскрупулен сериен убиец с особено жесток и извратен начин на действие. Мрачният трилър става международен бестселър и я прави известна. Вторият и третият ѝ романи, „Лечението“ и „Ритуал“, са екранизирани в едноименните филми през 2014 и 2022 г.
Омъжена е за бившия командир на полицейското подразделение за подводно търсене на „Avon & Somerset“ Боб Рандал. Има една дъщеря. Живеят в край Бат.
Мо Хейдър умира от усложнения при заболяване от амиотрофична латерална склероза на 27 юли 2021 г. в Бат.

## Произведения

### Самостоятелни романи
- Tokyo (2004) – издаден и като „The Devil of Nanking“
Токио, изд.: „ИнфоДАР“, София (2005), прев. Красимира Матева
- Pig Island (2006)
- Hanging Hill (2011)
- The House of Sand (2022) – като Тео Клеър

### Серия „Джак Кафъри“ (Jack Caffery)
1. Birdman (1999)
Птичарят, изд.: „ИнфоДАР“, София (2007), прев. Красимира Матева
2. The Treatment (2001)
Лечението, изд.: „ИнфоДАР“, София (2007), прев. Красимира Матева
3. Ritual (2008)
Ритуал, изд.: „ИнфоДАР“, София (2009), прев. Стефан Георгиев
4. Skin (2009)
Кожа , изд.: „ИнфоДАР“, София (2023)
5. Gone (2010) – награда „Едгар“
6. Poppet (2013)
7. Wolf (2014)

### Екранизации
- 2014 De behandeling
- 2022 Ritueel
- ?? Pig Island